# Brevechelidonium sabahensis
Brevechelidonium sabahensis là một loài bọ cánh cứng trong họ Cerambycidae.